# Nandlstadt

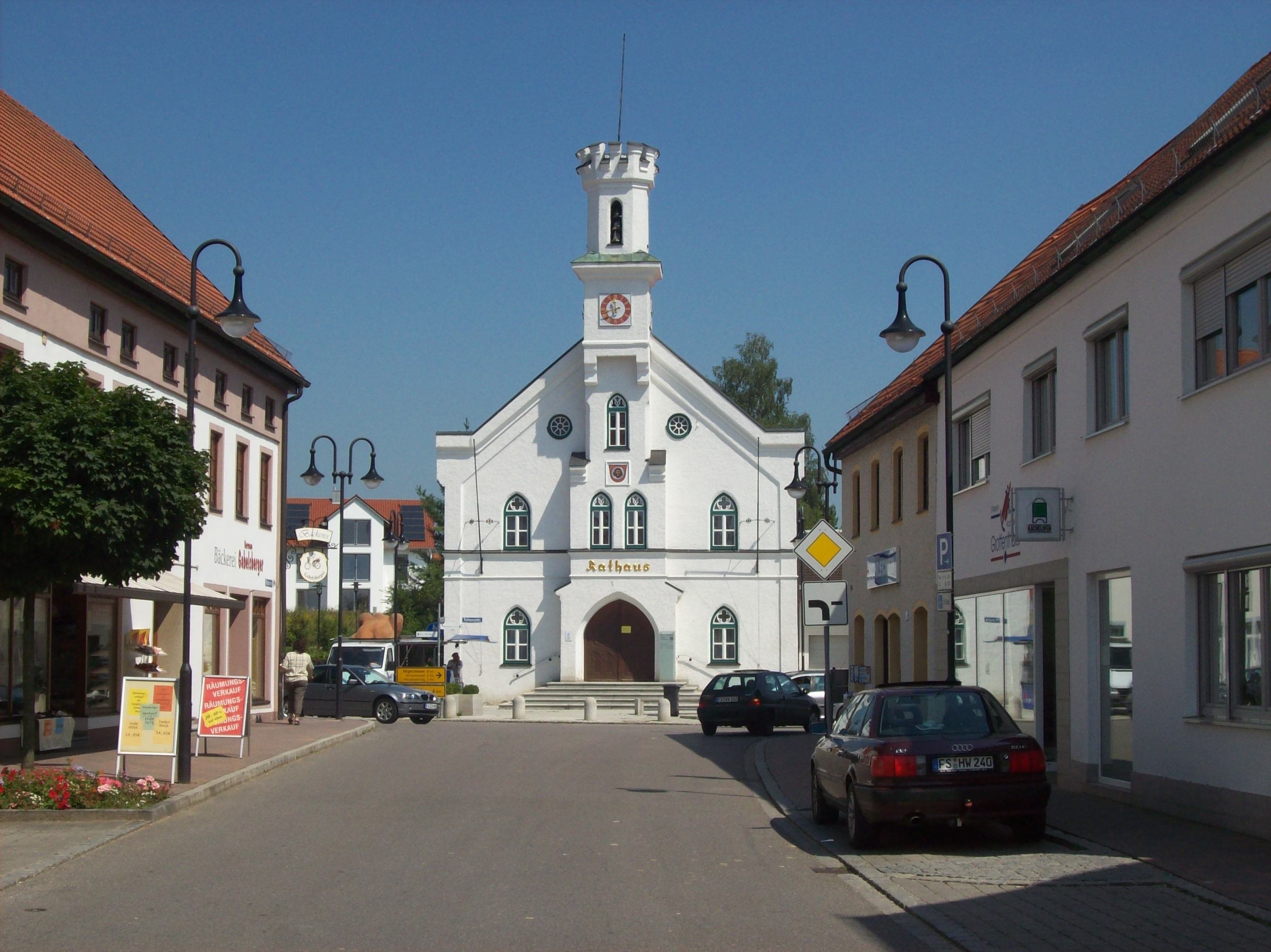
Nandlstadt

Nandlstadt este o comună-târg din districtul  Freising, regiunea administrativă Bavaria Superioară, landul Bavaria, Germania.